# Naguabo
Naguabo è una città di Porto Rico situata sulla costa orientale dell'isola. L'area comunale confina a nord con Río Grande, a nord-est con Ceiba, a sud con Humacao e a ovest con Las Piedras. È bagnata a sud-est dalle acque dello stretto di Vieques, che collega il Mar dei Caraibi con l'oceano Atlantico. Il comune, che fu fondato nel 1821, oggi conta una popolazione di quasi 25 000 abitanti ed è suddiviso in 11 circoscrizioni (barrios).